# Bolland & Bolland
Pour les articles homonymes, voir Bolland (homonymie).

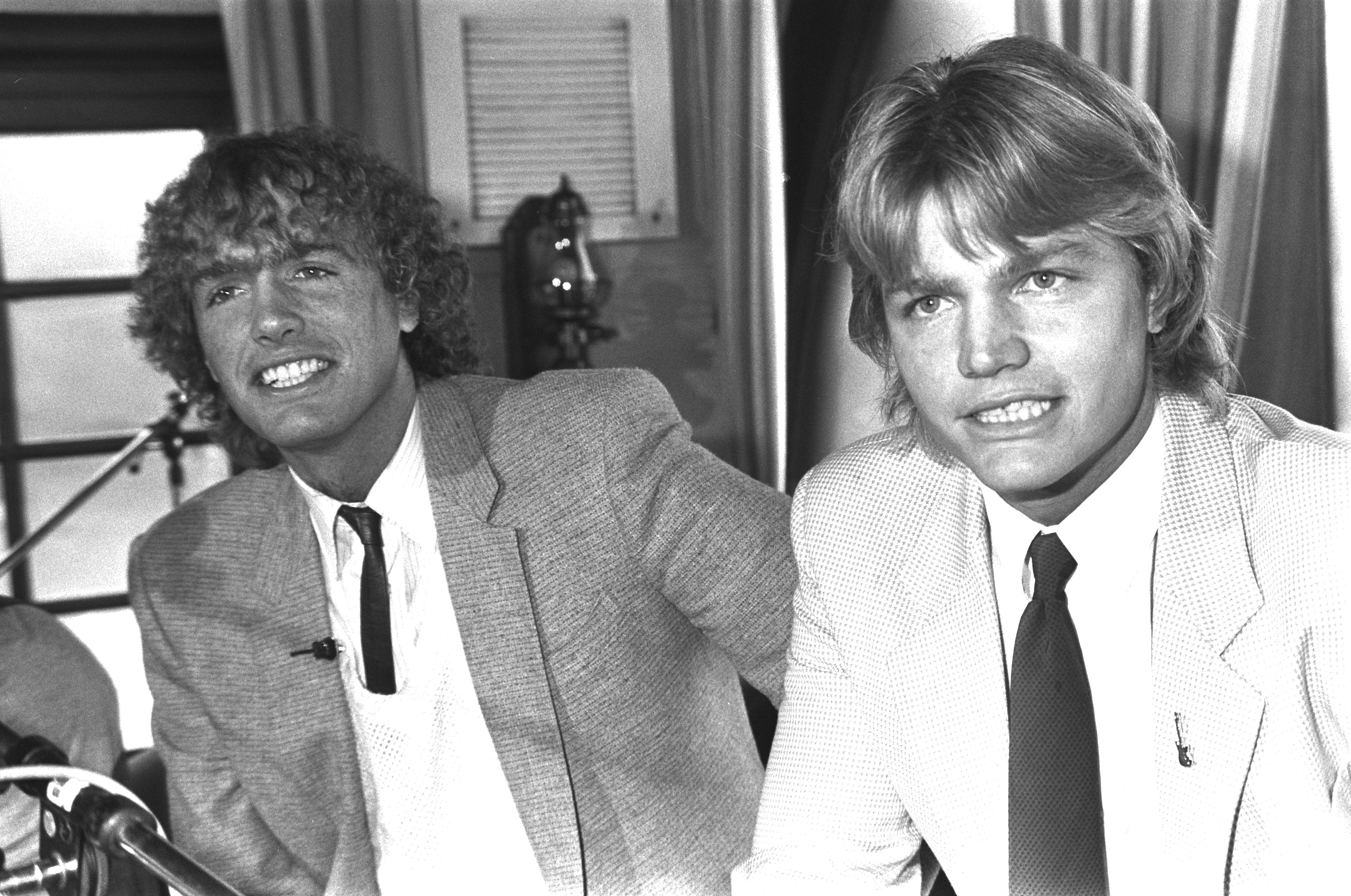
Bolland & Bolland en 1981.

Les frères Rob (17 avril 1955 à Port Elizabeth, Afrique du Sud) et Ferdi Bolland (5 août 1956 à Port Elizabeth) sont des producteurs de musique néerlandais. Ils ont notamment produit l'album de Falco, Falco 3.
Ils sont entre autres les auteurs de la chanson In the Army Now qui fut reprise par le groupe Status Quo. La version originale, moins connue, étant plus anti-militariste.